# Massangam
Massangam est une commune du Cameroun située dans la région de l'Ouest et le département du Noun.

## Population
Lors du recensement de 2005, la commune comptait 38 736 habitants, dont 8 237 pour Massangam Ville.

## Organisation
Outre la ville de Massangam proprement dite, la commune comprend les villages suivants :
- Machatoum
- Magna
- Makom
- Makouombi
- Makouopchichi
- Makouopsap
- Makpantoum
- Malanden
- Maloua
- Maloung
- Mamognam
- Mancha
- Mancha-Yolo
- Mandiyang
- Mankakoum
- Mankounkou
- Mankouopsap
- Mansen
- Mansouen-Foyouom
- Mansouen-Mambain
- Maripa
- Matam
- Matoufa
- Mayakoue